# Sibyl (film)
Pour les articles homonymes, voir Sibyl.
Pour plus de détails, voir Fiche technique et Distribution.
Sibyl est un film dramatique franco-belge coécrit et réalisé par Justine Triet, sorti en 2019.
Le film est présenté en « sélection officielle » au Festival de Cannes 2019.

## Synopsis
Sibyl, psychothérapeute, revient à sa première passion : l'écriture. Mais sa nouvelle patiente, Margot, une actrice troublée en devenir, se révèle être une source d'inspiration irrésistible. Fascinée à la limite de l'obsession, Sibyl s’implique de plus en plus dans la vie mouvementée de Margot, ce qui avive des souvenirs tumultueux et la confronte à son propre passé.
Au moment où elle trouve une possible porte de sortie et renoue avec son désir d’écriture littéraire, ses patients ressentent une profonde rancœur envers elle pour les laisser dans un état de détresse totale. L'héroïne doit dès lors combattre à la fois son addiction à l’alcool, le souvenir d’un ancien amant et la douleur du deuil de sa mère.

## Fiche technique
- Titre français : Sibyl
- Réalisation : Justine Triet
- Assistant réalisateur : Benjamin Papin
- Scénario : Justine Triet et Arthur Harari
- Photographie : Simon Beaufils
- Son : Julien Sicart
- Décors : Toma Baquéni
- Costumes : Virgine Montel
- Dessins : Bastien Vivès
- Montage : Laurent Sénéchal
- Production : David Thion et Philippe Martin
- Direction de production : Nicolas Leclère
- Sociétés de production : Les Films Pelléas, en coproduction avec France 2 Cinéma, Les Films de Pierre, Page 114, Auvergne-Rhône-Alpes Cinéma et Scope Pictures, en association avec les SOFICA Cinémage 13, Cinéventure 4 et Cofinova 15
- Société de distribution : Le Pacte
- Budget : 6,2 millions d'euros[2]
- Pays de production :  France,  Belgique[3]
- Langues originales : français, anglais et italien
- Format : couleur
- Genre : drame
- Durée : 100 minutes
- Dates de sortie :
  - France : 24 mai 2019 (festival de Cannes et sortie nationale)
  - Belgique : 24 mai 2019
  - Suisse : 29 mai 2019 (Suisse romande)

## Distribution
- Virginie Efira : Sibyl
- Adèle Exarchopoulos : Margot Vasilis
- Gaspard Ulliel : Igor Maleski
- Sandra Hüller : Mikaela « Mika » Sanders, la réalisatrice
- Laure Calamy : Édith, la sœur de Sibyl
- Niels Schneider : Gabriel, l'ex de Sibyl
- Arthur Harari : le docteur Katz
- Paul Hamy : Étienne, le compagnon de Sibyl
- Adrien Bellemare : Daniel
- Jeanne Arra-Bellanger : Selma
- Liv Harari : Livia
- Aurélien Bellanger : l'éditeur
- Lorenzo Lefebvre : Galotin
- Philip Vormwald : le patient quitté
- Henriette Desjonquères : la meneuse AA

## Production

### Genèse et développement
Produit par David Thion et Philippe Martin pour Les Films Pelléas, Sibyl est coproduit par France 2 Cinéma, Les Films de Pierre, Auvergne-Rhône-Alpes Cinéma et Scope Pictures. Préacheté par Canal+, Ciné+ et France 2, le long métrage bénéficie également du soutien de la région Île-de-France et de Soficas Cinémage, Cofinova et Cinéventure.
Justine Triet dans ses intentions voulait faire un film féministe psychanalytique, influencé par John Cassavetes. Le titre du film provient de la mini-série Sybil (sur la patiente victime de problèmes psychiatriques Shirley Ardell Mason), elle-même inspirée d'un livre, et de « sibyllin ».

### Attribution des rôles
Justine Triet collabore de nouveau avec Virginie Efira, trois ans après Victoria dont elle souhaitait au départ prolonger le personnage. Le rôle de Sibyl a été écrit spécialement pour elle. Justine Triet pensait à Sandra Hüller lorsqu'elle a commencé à écrire le rôle de Mika.

### Tournage
Le tournage a eu lieu à Paris, en Normandie, en studio à Lyon et sur l'île italienne de Stromboli, en évoquant le film homonyme de Roberto Rossellini. En tournage depuis mai 2018, les prises de vue prennent fin durant l’été. Il a été tourné aux Studios Lumière sur le Pôle Pixel du 18 au 27 juin 2018. Le 9 juillet 2018, un tournage avait eu lieu à Varengeville-sur-Mer, près de Dieppe (Seine-Maritime), au cimetière marin et sur la plage de Vasterival. Le tournage au Tréport a eu lieu le 10 juillet 2018. Le 22 juillet 2018, il a été annoncé que le film était en post-production.

### Musique
La chanson chantée successivement par Gaspard Ulliel et Virginie Efira est Un giorno come un altro de Nino Ferrer.
La reprise au piano de L'Été de Vivaldi que l'on entend lorsque Virginie Efira est au cinéma a été créée et interprétée par Salou Sadras.

## Accueil

### Accueil critique
En France, le site Allociné propose une moyenne de 3,7/5 à partir de 23 critiques de presse.
Pour Thomas Baurez de Première, Sibyl est « une comédie éruptive et jubilatoire qui déborde de partout, portée par une Virginie Efira souveraine ».
Éric Neuhoff du Figaro perçoit « du Cassavetes et du Tennessee Williams dans le troisième long-métrage de Justine Triet, qui signe une intrigue sinueuse ».
Dans sa critique, Julien Gester de Libération analyse le travail de la réalisatrice : « Avec ce nouveau film, inscrit dans le sillage du précédent mais plus ample, ambitieux, cher et peuplé de stars de talent (sans que ces données soient toutes solidaires les unes des autres), [Justine Triet] affirme un peu plus la puissance d'une écriture de courts-circuits fluide et sophistiquée, romanesque et inventive, constamment branchée sur les intercesseurs relationnels contemporains (textos, caméras, Skype) et cousine à bien des égards de l'immense, et trop rare, James L. Brooks (Tendres Passions, Spanglish, Comment savoir). »
Pour Thomas Sotinel du Monde, « le film n'est pas très long — cent minutes — et pourtant Justine Triet trouve le temps de faire bondir son héroïne (car malgré sa propension à l’erreur, Sibyl reste toujours brave) dans le temps et dans l'espace, assemblant ces fragments en un édifice aussi complexe qu'un labyrinthe et pourtant presque familier — la représentation cinématographique d'un esprit féminin voué à la fiction ».
Céline Rouden de La Croix estime que Justine Triet « signe avec Sibyl un film étonnant de maîtrise ». Et d'ajouter : « Elle y retrouve la comédienne Virginie Efira, déjà à l'affiche de Victoria, et lui offre au passage un magnifique rôle de femme au bord de l'abîme, sans doute le plus beau de sa carrière. »

### Box-office
| Pays ou région | Box-office      | Date d'arrêt du box-office | Nombre de semaines |
| -------------- | --------------- | -------------------------- | ------------------ |
| France         | 340 433 entrées | 14 août 2019               | 12                 |
| Total mondial  | 2 864 284 $     | -                          | -                  |

### Diffusion
Le film est diffusé en prime-time le 23 janvier 2022 sur France 2 en tant qu'hommage à Gaspard Ulliel quelques jours après son décès accidentel. Le film se classe en deuxième position dans l'audimat avec 2,89 millions de personnes, soit une part d'audience de 14,1 %.

## Distinction

### Sélection
- Festival de Cannes 2019 : sélection officielle, en compétition

## Anecdotes de tournage
- Le film comporte « un moment de sexe rare au cinéma », dans une scène où Sybil se masturbe à califourchon sur Niels Schneider, son compagnon dans la vie[20]. Cette scène, inédite dans un film, entraîne au cours du tournage des débats qui portent sur le nombre de doigts à utiliser pour cette action de l'héroïne[20].

- Le film que regarde Paul Hamy au début du film à la télévision est It Follows (2014) de David Robert Mitchell.